# Axel Bundsen
Axel Bundsen (* 28. Januar 1768 in Assens, Insel Fünen, Dänemark; † 2. November 1832 in Hamburg) war ein dänischer Architekt und Baumeister des Klassizismus.

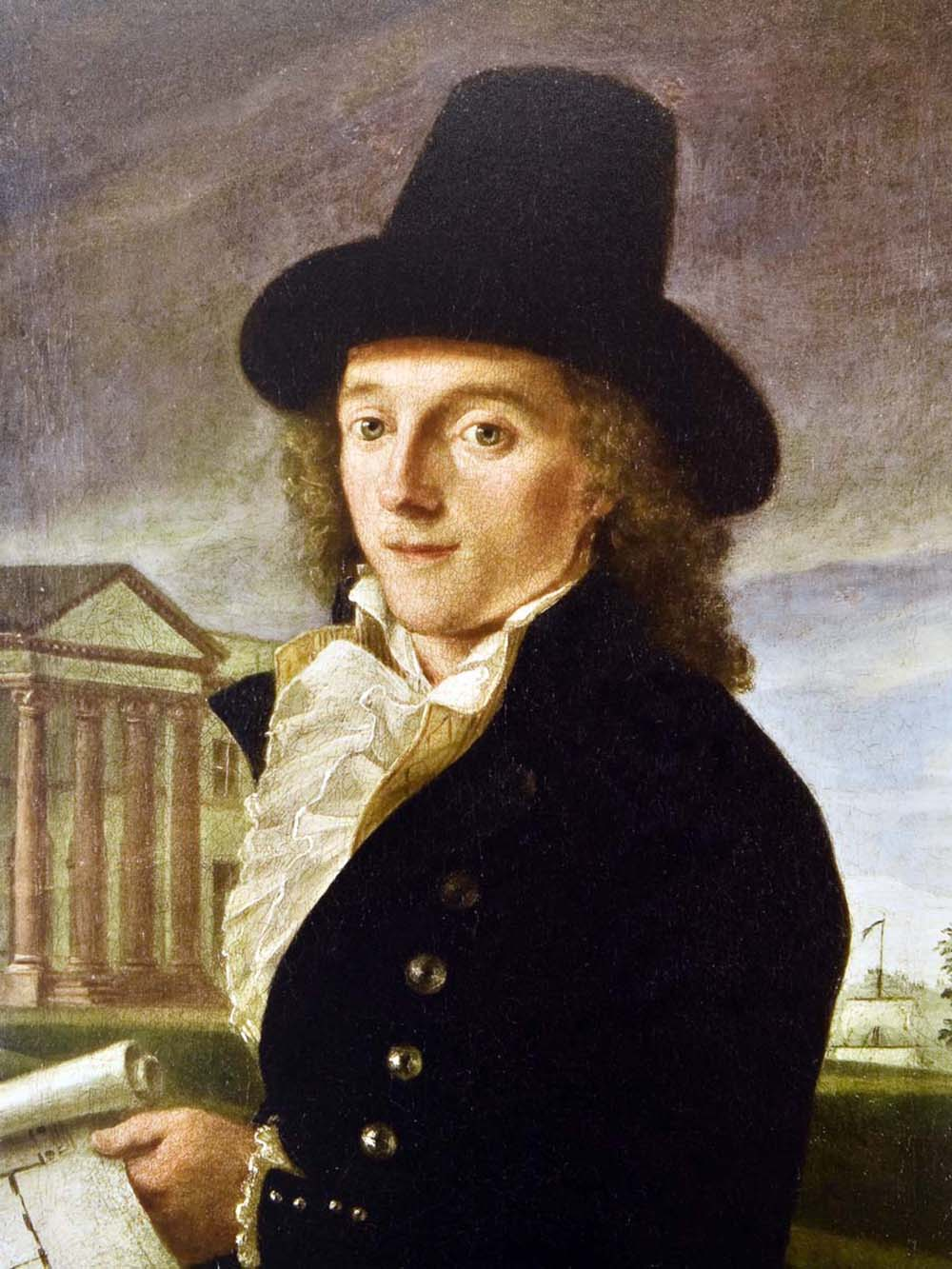
Johan Ludwig Lund, Axel Bundsen vor dem Herrenhaus Gut Knoop

## Leben
Axel Bundsen war der Sohn des dänischen Kaufmanns Petter Bondsen (auch Bonnesen) und der Hedevig Lund sowie älterer Bruder des Zeichenlehrers Jes Bundsen (1766–1829). Von 1785 bis 1789 studierte er bei dem dänischen Hofarchitekten Peter Meyn und bei Caspar Frederik Harsdorff an der Königlich Dänischen Kunstakademie in Kopenhagen. Anschließend ging er mit seinem Bruder Jes auf Studienreisen nach Frankreich und in die Schweiz. Jes Bundsen hatte an der Akademie Malerei studiert und war bei der Familie des Heinrich Friedrich Graf von Baudissin (1753–1818) auf Gut Knoop als Zeichenlehrer tätig. Graf von Baudissin unterstützte die Reisen der beiden Brüder finanziell. 
1795 ging Axel Bundsen nach Hamburg, fand Aufnahme in die Künstlerkreise seines Bruders und konnte der Freimaurerloge Absalom zu den drei Nesseln beitreten. 1801 heiratete er Axel Bundsen in Kiel Catharina Voß, Tochter des Gärtners von Gut Knoop. 1806 zogen sie nach Fleckeby bei Schleswig, 1822 sind die Eheleute wieder in Hamburg nachweisbar.

## Bauwerke

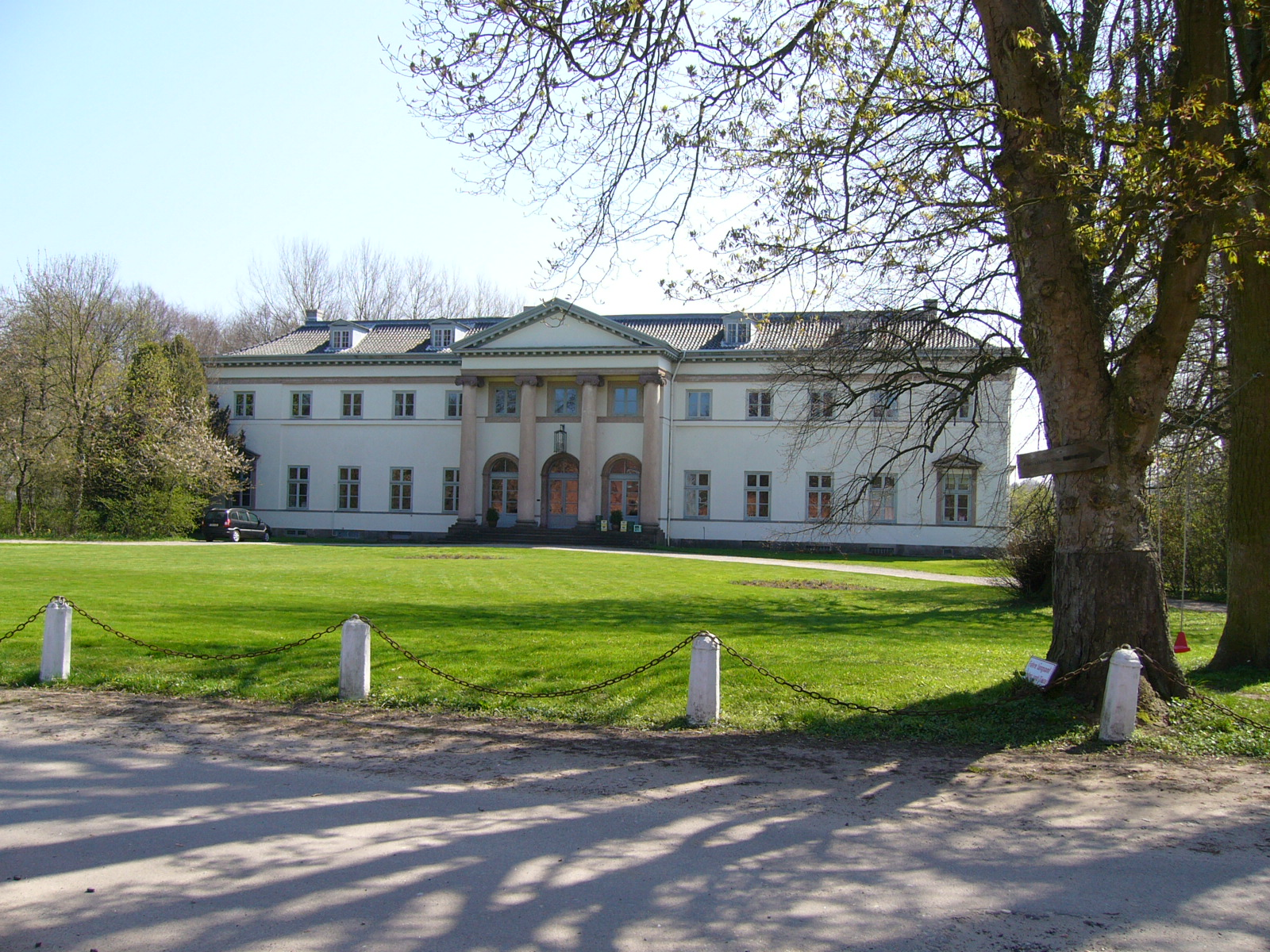
Das Herrenhaus von Gut Knoop

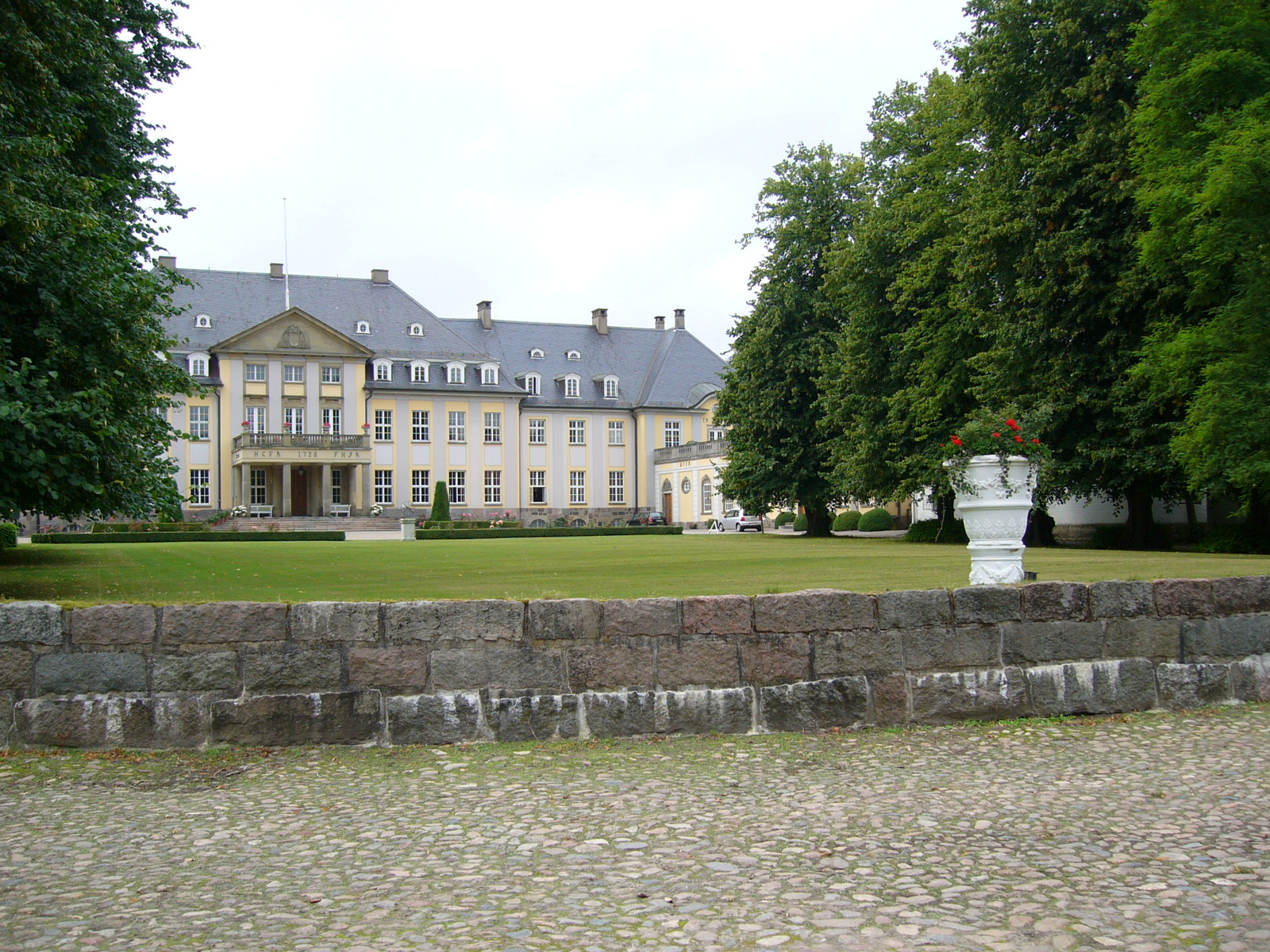
Das Herrenhaus von Gut Altenhof

### Schleswig-Holstein
Von 1792 bis 1800 war Axel Bundsen von Heinrich Friedrich Graf von Baudissin und dessen Ehefrau Caroline Gräfin Baudissin, der Tochter des Grafen Heinrich Carl von Schimmelmann, mit dem Neubau des Herrenhauses auf Gut Knoop beauftragt. Er richtete das Gebäude mit dem mächtigen Portikus und einer breiten Gartenfront auf den neuen Eider-Kanal aus, eine damals viel beachtete technische Leistung. Die Hauptfront des Neubaus mit einer Freitreppe blickte zur Gutsanlage mit ihren seitlichen Kavaliershäusern. Das Gebäude gehört heute zu den markanten Werken des Klassizismus in Schleswig-Holstein. Die Innenausstattung des neuen Herrenhauses übernahmen die Maler Giuseppe Anselmo Pellicia und Ludwig Philipp Strack sowie der Stuckateur Francesco Antonio Tadey. Das Herrenhaus ist umgeben von einem englischen Landschaftspark von 1785, der vom Baumeister Carl Gottlob Horn gestaltet wurde. Horn war es, der ursprünglich das alte Herrenhaus umgestalten sollte, und hatte hierfür bereits Pläne entworfen. Doch nach dem Bau des neuen Eiderkanals entschloss sich das Ehepaar Baudissin für einen Neubau.
Es folgten Arbeiten auf Gut Glasau (1805) im Kreis Segeberg und Gut Altenhof (1806) im heutigen Kreis Rendsburg-Eckernförde für Cay Friedrich Graf von Reventlow (1753–1834), dem Bruder von Friedrich Karl Graf von Reventlow. Anschließend entstand von 1806 bis 1807 das Herrenhaus auf Gut Drült (Kreis Schleswig-Flensburg).

### Hamburg
Im Auftrag der Großen Loge von Hamburg erbaute Axel Bundsen im Jahr 1795 das Freimaurerkrankenhaus am Dammtorwall, welches 1885 an den Kleiner Schäferkamp im Schanzenviertel verlegt wurde, sowie 1799/1800 das Freimaurerlogenhaus in der Welckerstrasse 8.
Im Jahr 1800 schuf Bundsen für den neuen St.-Katharinen-Begräbnisplatz, einem damaligen Dammtorfriedhof, die Torkapelle. Sie erlangte die Bedeutung eines Vorbildes für weitere Torkapellen in Hamburg und Schleswig-Holstein.
1819 baute Bundsen an der Hamburger Elbchaussee in Othmarschen (ehemals Flottbeker Chaussee 186) das Landhaus Brandt, einen zweigeschossigen großen Villenbau mit doppelter, im Halbkreis vorspringender Säulenloggia.

### Kiel
Im Zuge der Umgestaltung des Düsternbrooker Gehölzes beauftragte die Stadt Kiel im Jahr 1807 Axel Bundsen mit dem Bau eines Gartenpavillon in der Form eines antiken Tempels, der als Teehaus eingerichtet wurde. Der Bau stand im parkähnlichen Marienhain am Südhang des Gehölzes mit Blick auf die Kieler Förde. Der Magistrat der Stadt Kiel schenkte im August 1808 den Pavillon der dänischen Königin Marie Sophie anlässlich der Geburt ihrer Tochter Wilhelmine.
In der Zeit vom Frühjahr 1821 bis zur Einweihung am 24. Juni 1822 wurde die Seebadeanstalt am Düsternbrook in Kiel nach den Plänen von Axel Bundsen erbaut. Nach mehrmaligem Eigentümerwechsel erwarb die Preußische Regierung 1865 das Gelände. Sie ließ den Bau abreißen, um ein Marinearsenal errichten zu können.

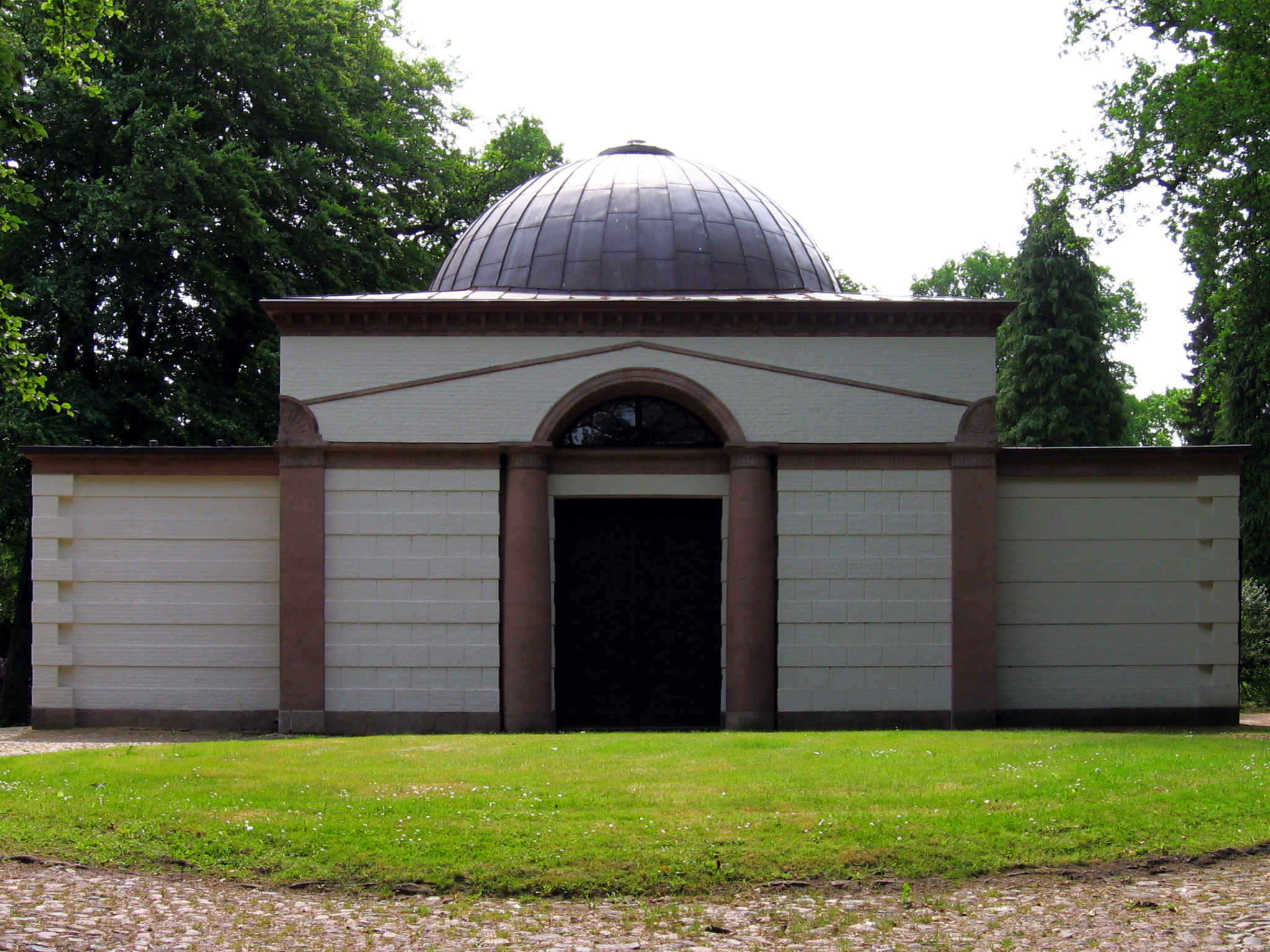
Friedhofskapelle Flensburg

### Flensburg
In den Jahren 1810 bis 1813 errichtete Bundsen die klassizistische Friedhofskapelle mit den zwei Flügeltüren auf dem Alten Friedhof, der sich in Flensburg auf dem Museumsberg befindet. Die nach ihrem Erbauer benannte Bundsen-Kapelle zählt zu den Baudenkmalen des Klassizismus in Schleswig-Holstein. Die Kapelle ist als ein Torgebäude gestaltet, das den Übergang vom Diesseits ins Jenseits symbolisieren soll. Die Innengestaltung übernahm wieder der Stuckateur Tadey.

### Niedersachsen
Bis 1819 wurde beim Schloss Ritzebüttel nahe Cuxhaven die Martinskirche nach Bundsens Plänen erbaut. Der Bau des Turmes folgte erst von 1883 bis 1885. Auch die Seebadeanstalt Cuxhaven wurde von ihm geplant.

## Ehrungen
- Die Axel-Bundsen-Stiftung in Kiel wurde nach ihm benannt. Sie fördert die Aus- und Fortbildung des Berufsnachwuchses von Architekten, Landschaftsarchitekten, Innenarchitekten und  Bauingenieuren.
- Das Axel-Bundsen-Ufer. in Cuxhaven erhielt seinen Namen.